# Surga (España)
Surga es una aldea española situada en la parroquia de Lobios, del municipio de Sober, en la provincia de Lugo, Galicia.

## Demografía
| Gráfica de evolución demográfica de Surga entre 2000 y 2021 |
|                                                             |
| Datos según el nomenclátor publicado por el INE.            |